# Landkreis Naila
Der Landkreis Naila (bis 1972; zuvor von 1862 bis 1939: Bezirksamt Naila) gehörte zum bayerischen Regierungsbezirk Oberfranken.

## Geografie

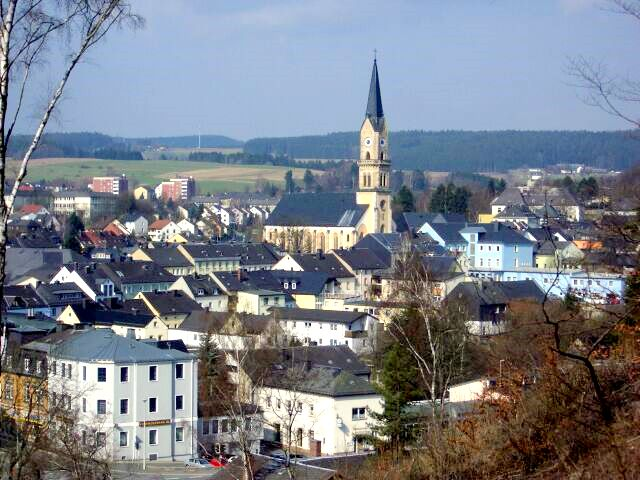
Kreisstadt Naila

### Lage
Der Landkreis Naila lag im Osten des Frankenwaldes. Der höchste Berg im ehemaligen Landkreis ist der Döbraberg mit einer Höhe von 794,6 m ü. NHN.
Die Selbitz durchquert den ehemaligen Landkreis. Nachdem sie das Höllental durchflossen hat, mündet sie an der Landkreis- und Landesgrenze gegenüber von Blankenstein in Thüringen in die Saale. Fast alle anderen Flüsse und Bäche im Landkreis Naila münden in die Selbitz. Bei Schwarzenbach verläuft die Wasserscheide zwischen Elbe und Rhein.

### Fläche und Einwohnerzahl
Der Landkreis Naila hatte eine Gesamtfläche (Gebietsstand vom 1. Oktober 1964) von 23.395,49 ha, davon waren 3815,68 ha gemeindefrei. In den 36 Gemeinden, bei der Zusammenlegung waren es noch 24 mit 172 Gemeindeteilen, lebten im Landkreis Naila nach dem Stand der Volkszählung vom 27. Mai 1970 35.528 Einwohner. Davon waren 16.506 männlich und 469 Ausländer. Von der Gesamtbevölkerung waren 29.550 (83 %) evangelisch-lutherisch und 5108 (14,4 %) römisch-katholisch. Es gab 5 Juden. 865 (2,4 %) entfielen auf sonstige Religionsgemeinschaften oder waren konfessionslos. Die Zahl der Privathaushalte betrug 13.277, die durchschnittliche Haushaltsgröße 2,7 Personen.

### Wichtige Orte
Die einwohnerstärksten Gemeinden waren die Kreisstadt Naila, die Stadt Schwarzenbach am Wald, die Stadt Selbitz und der Markt Bad Steben, ein bayerisches Staatsbad.

### Nachbarkreise
Der Landkreis grenzte 1972 im Uhrzeigersinn im Norden beginnend an den Kreis Lobenstein im Bezirk Gera der Deutschen Demokratischen Republik sowie an die Landkreise Hof, Münchberg, Stadtsteinach und Kronach.

## Geschichte

### Vor 1862
Das Gebiet des Landkreises Naila lag im 16. Jahrhundert im Markgraftum Brandenburg-Bayreuth, das im Jahre 1792 an Preußen fiel. Als ersten Vorgänger des Landkreises Naila kann man das 1797 eingerichtete preußische Justizamt Naila betrachten. Dem Justizamt wurden das Oberamt Lichtenberg, das Vogteiamt Schauenstein und das Verwaltungsamt Schwarzenbach am Wald angeschlossen.
1806 wurde das Gebiet von französischen Truppen besetzt. 1810 erwarb Bayern das Markgraftum Brandenburg-Bayreuth von Frankreich. Aus dem ehemals preußischen Justizamt Naila wurde im Jahre 1812 das bayerische Landgericht Naila.

### Bezirksamt
Nach dem bayerischen Gerichtsverfassungsgesetz von 1861 mussten Rechtspflege und Verwaltung getrennt werden. Das Bezirksamt Naila entstand am 1. Juli 1862 aus dem flächengleichen Landgericht Naila.
Am 1. Juni 1931 erhielt das Bezirksamt Naila die beiden Gemeinden Langenbach und Steinbach bei Geroldsgrün des aufgelösten Bezirksamtes Teuschnitz.

### Landkreis
Am 1. Januar 1939 wurde im Deutschen Reich die einheitliche Bezeichnung Landkreis eingeführt. So wurde aus dem Bezirksamt der Landkreis Naila.
Nach dem Zweiten Weltkrieg nahm der Landkreis viele Heimatvertriebene auf. Die Bevölkerungszahl stieg dadurch von 1939 bis 1950 um 37 Prozent.
Im Zuge der Gebietsreform in Bayern wurde der Landkreis Naila am 1. Juli 1972 zusammen mit Gemeinden aus den damaligen Landkreisen Münchberg und Rehau dem Landkreis Hof zugeordnet.
Die Stadt Naila war infolge der historischen Entwicklung und geographischen Lage bis zu diesem Zeitpunkt das Verwaltungszentrum.

## Einwohnerentwicklung
| Jahr | Einwohner | Quelle |
| ---- | --------- | ------ |
| 1864 | 22.112    | [ 4 ]  |
| 1885 | 22.779    | [ 5 ]  |
| 1900 | 22.703    | [ 6 ]  |
| 1910 | 24.174    | [ 6 ]  |
| 1925 | 25.932    | [ 7 ]  |
| 1939 | 28.533    | [ 8 ]  |
| 1950 | 39.116    | [ 9 ]  |
| 1960 | 35.700    | [ 10 ] |
| 1971 | 35.700    | [ 11 ] |

## Politik

### Bezirksamtmänner (bis 1938) und Landräte (ab 1939)
- 1918–1930 Robert Kölsch
- 1930–1934 Carl Woerner
- 1934–1940 Leonhard Hofmann
- 1940/1941 vakant
- 1942–1945 Oskar Nattermann
- Mai 1945–2. Oktober 1945 Arthur Tübel (SPD)
- 2. Oktober 1945–5. Juni 1946 Benno Milch
- 5. Juni 1946 Arthur Tübel wurde wieder zum Landrat gewählt, wurde aber von der Militärregierung nicht anerkannt
- 5. Juni 1946 Lutz (wurde eingesetzt)
- 15. Juli 1946–1. September 1946 Alexander Kapferer
- 1. September 1946–2. Mai 1952 Friedrich Vetter (SPD)
- 2. Mai 1952–1. Mai 1963 Eberhard Schamel (ÜWG)
- 1. Mai 1963–30. Juni 1972 Heinrich Lang (SPD)

Stellvertreter des Landrats: 1952–1956 Mohr; 1956–1960 Richter; 1960–Mai 1962 Albin Bischoff; Juli 1962–1966 Adolf Thumser; 1966–1972 Max Frank

### Wahlen

#### Wahl zum deutschen Reichstag am 5. März 1933
| Nationalsozialistische Deutsche Arbeiterpartei (NSDAP) | 59,5 % |  |
| Sozialdemokratische Partei Deutschlands (SPD)          | 25,8 % |  |
| Kommunistische Partei Deutschlands (KPD)               | 7,2 %  |  |
| Deutschnationale Volkspartei (DNVP)                    | 4,4 %  |  |
| Bayerische Volkspartei (BVP)                           | 0,9 %  |  |
| Deutsche Volkspartei (DVP)                             | 0,1 %  |  |
| Christlich-Sozialer Volksdienst (CSVD)                 | 1,8 %  |  |
| Deutsche Staatspartei (DSP)                            | 0,4 %  |  |
| Vereinte Bauern (VB)                                   | 0,0 %  |  |

#### Wahl zum Bayerischen Landtag am 1. Dezember 1946
| Christlich-Soziale Union in Bayern (CSU) | 27,6 % |
| SPD                                      | 51,1 % |
| Wirtschaftliche Aufbau-Vereinigung (WAV) | 0,4 %  |
| KPD                                      | 12,5 % |
| Freie Demokratische Partei (FDP)         | 8,4 %  |

Wahlbeteiligung 78 %

#### Kreistagswahlen
Quelle: Bayerische Staatskanzlei
1972 wurde der erste Kreistages des Landkreises Hof gewählt.
| Partei/Wählervereinigung                            | Kreistagswahl 1948 | Kreistagswahl 1956 | Kreistagswahl 1960 | Kreistagswahl 1966 |
| --------------------------------------------------- | ------------------ | ------------------ | ------------------ | ------------------ |
| CSU/Freie Wählergemeinschaft                        | 33,0 %             | 23,0 %             | 28,9 %             | 27,9 %             |
| SPD                                                 | 41,0 %             | 36,4 %             | 39,8 %             | 41,8 %             |
| KPD                                                 | 8,9 %              | 3,9 %              |                    |                    |
| FDP                                                 | 16,5 %             |                    |                    |                    |
| Selbitzer Wahlblock (SWB)                           | 0,6 %              |                    |                    |                    |
| Überparteiliche Wahlgemeinschaft aller Vertriebenen |                    | 14,7 %             | 13,8 %             | 9,9 %              |
| Überparteiliche Wählergemeinschaft                  |                    | 22,0 %             | 17,5 %             | 20,4 %             |
| Summe                                               | 100,0 %            | 100,0 %            | 100,0 %            | 100,0 %            |
| Wahlbeteiligung                                     | 89,0 %             |                    |                    |                    |

#### Wahl zum 1. deutschen Bundestag am 14. August 1949
| CSU               | 16,2 % |
| SPD               | 38,2 % |
| WAV               | 16,1 % |
| KPD               | 5,7 %  |
| FDP               | 17,9 % |
| Bayernpartei (BP) | 5,8 %  |

Wahlbeteiligung 88 %

### Wappen
Dem Landkreis Naila wurde 1957 folgendes Wappen verliehen:
„Über blauem Schildfuß, darin schräggekreuzt ein silberner Schlägel und ein silberner Hammer, gespalten von Silber und Rot; vorn ein goldbewehrter roter Adler mit goldenen Kleeblattstengeln auf den Flügeln; hinten ein silberner Schräglinksbalken“.
Der Schildfuß mit den Bergwerksgeräten erinnert an die Bedeutung des Bergbaus, Weiß und Blau deuten die Zugehörigkeit zu Bayern an. Der Adler ist dem Wappen der Markgrafen von Brandenburg-Bayreuth entliehen, zu deren Gebiet der Landkreis bis 1792 zählte. Der silberne Balken auf rotem Grund stammt aus dem Wappen der Herren von der Grün, die Besitzungen im nordöstlichen Kreisgebiet hatten.

## Religion
Die Stadt Naila ist Sitz des Dekanates Naila der Evangelisch-Lutherischen Kirche in Bayern.

## Verkehrsanbindung

### Bahnanbindung
Die Bahnstrecke Hof–Bad Steben und früher auch ihre inzwischen stillgelegten Nebenstrecken erschlossenen den ehemaligen Landkreis.

### Straßenanbindung
Die Bundesstraße 173 durchquerte den ehemaligen Landkreis von Selbitz bis Schwarzenbach am Wald. An das Autobahnnetz war er über die Bundesautobahn 9 angebunden.

## Gemeinden
Im Landkreis gab es 1964 folgende Gemeinden:
- Bad Steben, Markt
- Baiergrün
- Bernstein am Wald
- Bobengrün
- Carlsgrün
- Culmitz
- Döbra
- Dörnthal
- Geroldsgrün
- Haidengrün
- Issigau
- Kemlas
- Langenbach
- Lichtenberg, Stadt
- Lippertsgrün
- Löhmar
- Marlesreuth
- Marxgrün
- Meierhof
- Naila, Kreisstadt
- Neudorf
- Neuhaus
- Obersteben
- Räumlas
- Reitzenstein
- Rodesgrün
- Schauenstein, Stadt
- Schwarzenbach am Wald, Stadt
- Schwarzenstein
- Selbitz, Stadt
- Steinbach bei Geroldsgrün
- Straßdorf
- Thierbach
- Volkmannsgrün
- Weidesgrün
- Windischengrün

Landkreis Naila, Gemeindegrenzenkarte von 1961

Die Gemeinde Froschgrün war 1920 in die Stadt Naila eingemeindet worden.

## Kfz-Kennzeichen
Am 1. Juli 1956 wurde dem Landkreis bei der Einführung der bis heute gültigen Kfz-Kennzeichen das Unterscheidungszeichen NAI zugewiesen. Es wurde bis zum 30. April 1973 ausgegeben. Seit dem 4. August 2014 ist es aufgrund der Kennzeichenliberalisierung wieder im Landkreis Hof erhältlich.